# Controguerra Merlot
Le Controguerra Merlot est un vin italien de la région Abruzzes doté d'une appellation DOC depuis le 20 août 1996. Seuls ont droit à la DOC les vins rouges récoltés à l'intérieur de l'aire de production définie par le décret. 

## Aire de production
Les vignobles autorisés se situent en province de Teramo dans les communes de Controguerra, Torano Nuovo, Ancarano, Corropoli et Colonnella.
Le vin rouge du type Merlot répond à un cahier des charges moins exigeant que le Controguerra Merlot riserva, essentiellement en relation avec le vieillissement et le titre alcoolique.

## Caractéristiques organoleptiques
- couleur: rouge rubis
- odeur: fruité et caractéristique
- saveur: sèche et caractéristique

Le Controguerra Merlot se déguste à une température comprise entre 15 et 17 °C. Il se gardera 2 à 4 ans.

## Production
Province, saison, volume en hectolitres :
- pas de données disponible